# Gmina Łapy
Die Gmina Łapy ist eine Stadt-und-Land-Gemeinde im Powiat Białostocki der Woiwodschaft Podlachien in Polen. Ihr Sitz ist die gleichnamige Stadt mit etwa 15.700 Einwohnern.

## Geographie
Die Gemeinde liegt 20 Kilometer südwestlich vom Stadtzentrum Białystoks. Ein Gewässer ist der Fluss Narew.
Nationalpark
Der Nationalpark Narew wurde 1996 eingerichtet. Er umfasst eine Fläche von 6810 Hektar im Narewtal zwischen den Dörfern Suraz, Rzedziany und Panki.

## Geschichte
Durch die Dritte Teilung Polens kam das Gebiet an Preußen, nach dem Frieden von Tilsit 1807 an das Herzogtum Warschau und nach dem Wiener Kongress 1815 an das russische Kongresspolen.

## Gliederung
Die Stadt-und-Land-Gemeinde Łapy hat eine Fläche von 127,6 km², auf der etwa 22.000 Einwohner leben. Zur Gemeinde gehören die Schulzenämter: Bokiny, Daniłowo Duże, Daniłowo Małe, Gąsówka-Oleksin, Gąsówka-Osse, Gąsówka-Skwarki, Gąsówka-Somachy, Łapy-Dębowina, Łapy-Kołpaki, Łapy-Korczaki, Łapy-Łynki, Łapy-Pluśniaki, Łapy-Szołajdy, Nowa Łupianka, Płonka Kościelna, Płonka-Kozły, Płonka-Matyski, Płonka-Strumianka, Roszki-Włodki, Roszki-Wodźki, Stara Gąsówka, Stara Łupianka, Uhowo (I & II) und Wólka Waniewska.